# Omezená racionalita
Hlavní myšlenkou omezené racionality je tvrzení, že existence kognitivních limitů lidského mozku, složitost struktury okolního prostředí ale i omezený čas, který na rozhodování máme, neumožňuje jedinci se ve většině případů rozhodovat optimálně.
V důsledku omezenosti kognitivního orgánu jsme k dořešení rozhodovacího procesu v reálném čase nuceni zjednodušovat rozhodovací mechanismy a používat pouze přibližné metody.
Lidské rozhodování má tedy dle teorie omezené racionality spíše podobu hledání uspokojivého řešení pomocí různých heuristik, nežli hledání optimálního řešení, jak uvádí teorie racionální volby. Jelikož úspěšnost jednotlivých heuristik závisí na struktuře prostředí, modely omezené racionality popisují nejenom, jak je rozhodnutí dosaženo na základě zvolené heuristiky, ale posuzuje v kterých oblastech je tato heuristika úspěšná a v kterých ne. 

(Příkladem může být robot sbírající potravu ve vymezeném prostředí. Pokud jsou do prostoru přidány překážky, může se původní strategie pohybu robota jevit jako neefektivní, kontraproduktivní, nebo případně vést i ke zničení robota)

## Racionální a omezeně racionální modely
Teorie omezené racionality vznikla jako konkurenční teorie k teorii racionality jako optimalizace. Pojem "racionální" a "racionalita" je užíván v mnoha oborech (ekonomie, psychologie, sociologie,…). Mnoho ekonomických modelů předpokládá, že lidé jsou v průměru racionální. Tyto modely obvykle vycházejí z teorie ekonomické rovnováhy. Typicky se jedná o situaci, v níž se nabídka rovná poptávce. Dle ekonomické teorie je tento stav jediným optimálním stavem, při kterém nedochází na trhu ani k přebytku ani nedostatku zboží. O způsob, jakým je rovnováha docílena, se tyto modely příliš nestarají, resp. je udáváno, že rovnováhy je dosahováno racionálním chováním všech účastníků trhu. (viz teorie racionální volby). V případě strategické hry by se jednalo o situaci, v níž všichni hráči zvolí optimální strategii.
V ekonomii je racionální agent člověk, který za všech okolností jedná tak, aby maximalizoval svůj užitek. Ekonomická teorie pro analýzu tohoto chování zavedla zvláštní abstrakci člověka - "homo economicus", člověk ekonomický. Homo economicus je dle ekonomické teorie sobecký individualista, jedná přísně logicky, a nemá na zřeteli nic jiného než maximalizovat své výnosy a minimalizovat své náklady.

V ekonomické teorii má racionální agent následující vlastnosti:
- Zná veškeré alternativy řešení - má úplné informace
- Zná distribuce pravděpodobnosti každého výsledku
- Dokáže určit nejlepší řešení z alternativ. Tzn. má pevně seřazené své preference a maximalizuje hodnotu známé užitkové funkce.

Výsledkem rozhodovacího procesu je optimum, které je hledáno bez ohledu na cenu výpočtu a cenu informací. Možnost neoptimálního rozhodnutí se v této teorii nezvažuje.

Každodenní zkušenost i pokusy však říkají, že tato definice racionality mluví spíše o chování geniálního robota, než o chování běžných lidí. Z řady experimentů navíc plyne, že se lidé zdaleka jako abstraktní homo economicus nechovají. A to ani tehdy, když jim nestojí nic v cestě. 

Oproti tomu teorie omezené racionality říká, že svět, ve kterém žijeme, je složitější, než bychom si přáli. Je velký a příliš komplexní na to, aby člověk mohl porozumět všemu. Lidé jsou často racionální svými záměry, ne nutně svým jednáním. Lidé získávají často zpětnou vazbu, podle které opravují své teoretické modely jen velmi pomalu.
Mohou dlouhodobě zastávat mylné teorie o fungování světa, náboženství, morálních
hodnotách atp. Jejich jednání se proto z pohledu vševědoucího agenta bude jevit jako
suboptimální. Jejich suboptimální jednání ale ovlivňuje svět i ekonomiku.

Agent podle teorie omezené racionality:
- Bere v úvahu pouze některé alternativy – nejvíc času při rozhodování se stráví hledáním alternativ, jedná se o časově i finančně náročný proces a nikdy nejsou nalezeny všechny alternativy[3]
- Rozhoduje se za neurčitosti – kognitivní limity, nedostatek informací, nedostatečná teorie, brání člověku efektivně předpovídat budoucí stav
- Nejedná optimálně – výpočet optimalizace rozhodnutí je náročný ve smyslu toho, že člověk není schopen předem určit, jaký užitek mu jednání přinese, nebo pevně seřadit své preference. Často jsme svědky nekonzistentních voleb, změn názorů i preferencí

Z toho však neplyne, že bychom nutně museli být za všech okolností hloupí, iracionální nebo se chovat absurdně.
Omezená racionalita je často interpretovaná jako suboptimální nebo dokonce i iracionální ve srovnání s neomezenou racionalitou. Avšak existuje evidence, že rychlá a jednoduchá pravidla mohou vést ke stejně dobrým výsledkům jako komplexní statistické modely (např. vícenásobná regrese, bayesovské sítě) zatímco vyžadují méně informací a výpočetních schopností.
Gerd Gigerenzer a Reinhard Selten ve své knize uvádějí několik důvodů, proč jednoduché heuristiky fungují. První výhodou je možnost využití informací ze struktury prostředí, ve kterém je heuristika aplikována (oproti univerzálnímu rozhodovacímu algoritmu). Druhým důvodem je robustnost jednoduchých strategií oproti složitým modelům s velkým množstvím parametrů. Třetím důvodem je, že reálné rozhodovací situace na rozhodnutí kladou mnoho nároků (přesnost, rychlost, jednoduchost,…), které mohou představovat protikladné požadavky a tedy způsobují vážný problém pro optimalizaci, nicméně nikoliv pro modely omezené racionality. Kvasničkadokonce uvádí, že současná kognitivní a evoluční psychologie považuje schopnost používat jednoduché heuristiky za „požehnání“ pro lidský druh, protože umožňuje rychlou orientaci ve složitém materiálním ale i sociálním světě. Bez této schopnosti by šance na přežití byla mnohem nižší.

## Jaký je vliv emocí na rozhodování
Emoce jsou často označovány jako překážka racionality. Pokud zkoumáme lidské chování, zjistíme, že respondenti často vysvětlují své počiny v kontextu emocí. Lidé pociťují emoční prožitky jako reakci na určité druhy podnětů v závislosti na jejich individuálních minulých zkušenostech a kulturním kontextu. Emoce umožňují rychlé, automatické reakce a akce orientované na přežití. Emoce jsou vývojově starší než rozumové chování, jejich projevy jsou proto silnější a hůře ovladatelné. Lidé jsou schopni reagovat rozzuřeně nebo až agresivně v důsledku stimulů, které vnímají jako nefér nebo nespravedlivé.
Podle Gerda Gigerenzera a Reinharda Seltena se tyto vlastnosti u lidí vyvinuly, protože představovaly výhody pro jejich vlastníky.
Autoři uvádí následující funkce emocí při rozhodování.
- Informují jednotlivce o jeho vztahu k okolí – například strach je tušení, že lze předpokládat jakousi hrozbu – pocit je získán na základě stimulu z okolí,
- Prodlužují a posilují pozornost vůči danému stimulu, ale pouze na úkor vnímání jiných stimulů.
- Umožňují snadněji si vybavit vzpomínky spjaté s podobou událostí, ale naopak znesnadňují vybavení si jiných informací.
- ovlivňují priority při rozhodování
- umožňují omezit výběr z možných variant při rozhodování – například mám-li strach, tak uteču a nepřemýšlím nad jinou z nekonečna možností
- Na základě druhu emoce se lidé snaží její prožívání prodloužit či zkrátit (některým situacím se snažíme vyhnout a naopak některé situace vyhledáváme)
- Emoce mohou ovlivnit vnímání rozdílů mezi zisky a ztrátami při rozhodování
- Několik emocí může vzniknout současně a jejich efekt na rozhodování je pak jejím sloučením. Pokud jsou emoce v rozporu (láska, strach), může být výsledkem nerozhodnost

Koukolík a Drtilová také uvádějí, že novější výzkum hodnotí emoce ve vztahu k řešení problémů ve dvou rozměrech: jednak rozlišuje míru příjemného/nepříjemného, jednak míru nabuzení (arousal). Nabuzení lidé obecně více riskují. Pokud mají současně špatnou náladu, užívají primitivnější myšlenkové strategie a mají sklon k černobílým rozhodnutím. Mají-li dobrou náladu, déle uvažují, jsou tvořivější, užívají více informací, které přezkoumávají do větší hloubky.

## Neexistence racionálního agenta byla v průběhu doby podpořena množstvím zjištění a experimentálních pozorování

### Framing efekt
Teorie racionální volby předpokládá, že lidé ohodnocují zisk i ztrátu stejnou měrou. Ze souboru alternativ by měl člověk volit tu možnost, která jim přinese největší užitek (Ať už se jedná o maximalizaci zisku, nebo minimalizaci ztráty). Užitek ze zvolené možnosti je dán očekávaným užitkem možných důsledků zvolené možnosti, násobených pravděpodobností jejich nastání.

Z experimentů provedených Amosem Tverským a Danielem Kahnemanem však vyplývá, že člověk projevuje větší ochotu riskovat v situacích, které představují potenciální ztrátu, než v situacích přinášejících potenciální zisk. Nepříjemný pocit ze ztráty určité sumy peněz je obecně silnější, než pocit uspokojení z výhry té samé částky. Proto lidé tak často odmítají férové sázky na hod mincí.

Autoři dále na mnoha testech dokazují, že lidé často přijímají a užívají informace v podobě, v níž je získali, aniž by o nich v tomto ohledu uvažovali. Z experimentů vyplývá, že pro rozhodnutí je důležitá formulace – „zarámování“ problému. Klade-li zarámování problému důraz na pozitivní znaky, je důsledkem větší ochota riskovat jak při možnosti zisku, tak při možnosti ztrát. Klade-li se důraz na znaky negativní, ochota riskovat v obou směrech klesá ("Toto maso je z 90% libové!" vůči "Toto maso obsahuje 10% tuku!" převzato z Koukolíka a Drtilové )

### Špatné vyhodnocování rizik
Rozhodování je ovlivňováno způsobem, jakým vnímáme a hodnotíme rizika. Podle Koukolíka a Drtilové obecně platí, že riziko nastávající s velmi nízkou pravděpodobností, například úmrtí při letecké katastrofě nebo teroristickém útoku přeceňujeme, zatímco riziko událostí, která nastávají s pravděpodobností vysokou, například úraz elektrickým proudem v domácnosti, onemocnění a úmrtí v důsledku kouření cigaret, nebezpečí při neléčeném vysokém krevním tlaku nebo dlouhodobém řízení motorového vozidla, podceňujeme.

### Subjektivní oceňování
Klasická ekonomie předpokládá, že aplikujeme stejné počty na rozhodování v přítomnosti jako na rozhodování v budoucnosti (krátké období nepředpokládá žádné znehodnocení peněz). Lidé však často upřednostňují okamžité uspokojení a přijmou menší hodnotu ihned, než větší hodnotu i třeba v blízké budoucnosti. Podle Koukolíka a Drtilové časový odklad zisku způsobí "odečítání" nějakého podílu hodnoty. Experimenty také prokázaly, že se toto "snižování hodnoty s ohledem na čas" liší v závislosti na tom, jaké hodnoty se týká. Je odlišné v případě zisku a v případě ztráty, záleží i na tom, zda bylo rozhodnutí riskantní nebo bez rizika, nebo zda šlo o jeden nebo větší počet možných důsledků.

Nejen čas, ale i vlastnictví a původ předmětů hraje při našem rozhodování roli. Pro lidi mají předměty, které jsou v jejich vlastnictví větší cenu, než předměty cizí. Hodnota předmětu v jejich očích ale také dále roste s dobou, po kterou jej vlastní. I v případě předmětů, které již nevlastníme, roste v našich očích jejich hodnota s dobou, po kterou jsme je vlastnili.

Psychologové také zjistili, že se lidé chovají různě k penězům, které získali různými způsoby a nikoliv stejně, jak předpokládá klasická ekonomická teorie. Z jednoho druhu zisku lidé utrácejí s větší lehkostí, jsou tedy ochotni více riskovat, než z jiného druhu zisku. Předmětu, který lidé získávají s velkým úsilím, si cení více než stejného předmětu získaného bez námahy. Výher v loterii a dědictví si lidé cení méně než mzdy.
Koukolík a Drtilová poukazují na to, že tato pokusně ověřená poznání mají základní význam i pro rozhodování ve věcech veřejných. Například bytů, které rodiny s nízkým příjmem získají zcela zadarmo, si váží méně než bytů, které dostanou byť za velmi nízkou, nicméně nějakou cenu.

Dalšími příklady experimentů zkoumajících míru racionality při lidském rozhodování mohou být – hra Ultimatum nebo Aschův experiment

## Omezená racionalita a umělá inteligence
Snahou Herberta A. Simona, tvůrce pojmu omezená racionalita byl pokus o konstrukci více realistické teorie o lidském ekonomickém rozhodování. Ale také tvrdil, že nejlepší způsob, jak tuto oblast studovat, je skrze počítačovou simulaci.
Kvasničkauvádí, že pro umělou inteligenci je velkou výzvou navrhovat mechanizmy vzniku rozhodovacích heuristik s použitím prostředků počítačové inteligence a pozorovat jejich přenos v systému.
Základní paradigma současné umělé inteligence a kognitivní vědy je multiagentní přístup, který je reprezentovaný množinou agentů, přičemž jejich přístup k výpočetním schopnostem a k informacím je omezený. Multiagentní modely umožňují velice snadné omezení racionality agentů, která je v matematických modelech absolutní a často představuje důvod jejich kritiky. V těchto modelech je navíc jednoduché vytvořit jednotlivé agenty tak, aby byli navzájem heterogenní. Toho je docíleno tak, že při vytváření populace agentů jsou mezi jejich jednotlivé instance distribuovány jiné hodnoty počátečního stavu nebo preferencí. Mezi agenty můžeme také distribuovat různé informace, schopnosti nebo cokoliv, co může ovlivnit chování modelu a přiblížit ho více realitě. Z pohledu tvorby rozhodovacích pravidel jsou však nejdůležitější schopnosti agentů učení se a adaptace.
Dle Kvasničky umělá inteligence využívá pro modelování omezené racionality především trojice metod:
- Neuronové sítě
- Evoluční algoritmy
- Fuzzy logika